# Geophaps plumifera
La paloma plumífera, paloma plumífera blanca o paloma plumífera ventriblanca  (Geophaps plumifera) es una especie de ave columbiforme de la familia Columbidae propia de Australia.
Se identifica por su postura erguida, su cola y alas cortas, su plumaje marrón canela y su cresta delgada y erecta. Vive entre matas de Spinifex en áreas desérticas o semidesérticas, cerca del agua. Come semillas e insectos ocasionales.

## Subespecies
Se reconocen tres subespecies de Geophaps plumifera:
- Geophaps plumifera ferruginea (Gould, 1865)
- Geophaps plumifera leucogaster (Gould, 1867)
- Geophaps plumifera plumifera Gould, 1842